# Frozen Hearts
Frozen Hearts é um filme de comédia mudo produzido nos Estados Unidos em 1923, dirigido por J. A. Howe e com atuação de Stan Laurel.